# 日山尚
日山 尚（ひやま なお、女性、11月15日 -）は、日本の作詞家・シナリオライター・漫画原作者・小説家。神奈川県出身。血液型はO型。同人活動も行っている。

## 経歴
シンガーソングライターの霜月はるかと誕生日が同じというきっかけで知り合い、彼女が歌うオリジナル楽曲の作詞を数多く手掛けている。『零れる砂のアリア』ではアルバム全曲の歌詞を担当。
2002年、同人アルバム『ユラグソラ』への歌詞提供をきっかけに、霜月はるか・空乃蒼とともに同人サークル「tie Leaf」を結成。「絵と音と文のコラボレーション」と銘打ち、物語性のあるCDと同人誌を発表していた。その後、霜月と共に企画制作ブランド「CRAFTSCAPE」を立ち上げ、音に関するコンテンツ・イベントの企画制作を行う。
2007年にはメジャー初の霜月はるかのオリジナルファンタジーボーカルアルバム『ティンダーリアの種』、2009年には『グリオットの眠り姫』のトータルプロデュース・作詞を担当。メディアミックスされたドラマCDの脚本、ノベライズも担当している。
『アルトネリコ3 世界終焉の引鉄は少女の詩が弾く』では、作中ヒロイン「フィンネル」の楽曲の作詞と、原作にあたる「詩の想い」を担当した。
2009年、サークル「tie Leaf」の活動休止後、M3-2010秋にて霜月はるか、作編曲家MANYOと合同同人音楽サークル「arcane753」（アーケインななごーさん）を結成。自らを霜月はるか+MANYOを表す「まにょつきん」ファンであると公言し、mixiのコミュニティにも入会している。ファンには日山もまとめられて「ひやまにょつきん」と呼ばれることもあり、本人達も公式で使用している。2012年冬には、同メンバーで音楽制作ユニット「canoue」（カノエ）を結成。『Haruka Shimotsuki Collaboration Live 2013 ひやまにょつきんまみれ 2days』の舞台上で、合同同人音楽サークルではなく正式なユニットとして活動していくことを表明した。

## 人物
納豆愛好家として、『霜月はるかのFrost Moon Cafe』のOP&EDテーマシングル「smile link」のボーナストラックに真理絵、坂知学と共にゲスト出演。お勧めのレシピは「クラゲ納豆」。

## 作品

### 歌詞提供
アルバム
- ユラグソラ
- 月追いの都市
- Maple Leaf BOX
- ティンダーリアの種
- Lip-Aura〜その手が象る世界〜
- ウィルド・ラッドの調べ
- その向こうの向こう側イメージボーカルトラックス
- 幾星霜 〜軌跡の行方〜
- 導きのハーモニー
- グリオットの眠り姫
- 星空アンサンブル
- はらり（吉岡亜衣加）
- 茶太 Works Best II（茶太）
- Sing up!（真理絵）
- melodies memories
- 花想少女〜Lip-Aura〜幻想歌曲集
- 羽ノ亡キ蝶（arcane753）
- 虚木ノ咎人（arcane753）
- 蝶ノ在リ処（arcane753）
- 零れる砂のアリア
- AMNESIA キャラクターCD シン&トーマ
- AMNESIA キャラクターCD イッキ&ケント
- AMNESIA キャラクターCD ウキョウ&オリオン
- 想いのコンチェルト

シングル
- Impronta/永遠の都市へ
- 君との旅路
- 最後の道標
- 光の雨音 〜SACRED DOORS element maxi side Undine〜
- ツナギ蝶ノ塚
- canoue 〜廻る羅針盤〜（canoue）
- 永恋詩（吉岡亜衣加）
- Collar×Malice キャラクターソング　白石景之　「Little  Love Song」
- ゼロトケイ Zero Tokei (熊貓堂  - 崔雲峰）

OVA
- アルトネリコ 世界の終わりで詩い続ける少女

ゲーム
- アルトネリコ 世界の終わりで詩い続ける少女
- アルトネリコ2 世界に響く少女たちの創造詩
- アルトネリコ3 世界終焉の引鉄は少女の詩が弾く
- 勇者30 SECOND[7]
- 薄桜鬼ポータブル
- アマガミ
- スズノネセブン!〜Rebirth knot〜
- ラストリベリオン
- ダイス◆ダイス ファンタジア
- メイプルストーリー
- 星空のメモリア　Eternal Heart
- Canvas3〜七色の奇跡〜
- サクラの空と、キミのコト-Sweet Petals For My Dear-
- 太鼓の達人
- エルクローネのアトリエ
- シェルノサージュ
- REFLEC BEAT 悠久のリフレシア

ドラマCD
- アルトネリコ ヒュムノス ミュージカル〜ココナ 〜 二つの想い 二つの詩 〜
- モンスター・コレクションTCG ドラマCD 七星魔導史マフィン伝
- モンスター・コレクションTCG 七星魔導史マフィン伝 魔剣の姫君と女神候補生

コミックス
- ティンダーリアの種 1 - 2巻 限定版CD

### 脚本・ノベルス
脚本
- 花想少女〜Lip-Aura〜前奏曲
- 花想少女〜Lip-Aura〜
- サウンドストーリー花想少女〜Lip-Aura〜前奏曲
- ティンダーリアの種パーフェクトガイド
- ティンダーリアの種　ドラマCD
- ティンダーリアの種　外伝〜それぞれの花祭り〜
- グリオットの眠り姫　第一巻限定版CD
- グリオットの眠り姫　第二巻限定版CD
- Haruka Shimotsuki Original Fantasy Concert 2009〜FEL ARY ARIA〜
- Haruka Shimotsuki Original Fantasy Concert 2012〜FEL FEARY WEL〜
- 薄桜鬼ドラマCD 〜若殿道中記〜
- 薄桜鬼ドラマCD 〜新選組捕物控〜
- 薄桜鬼〜音声奏曲集
- 薄桜鬼回奏録 上・下
- 魔法学園エウレキア 〜風紀部に咲く、白乙女〜
- あやつりピエロの物語（原作：Nem)

### 小説
- グリオットの眠り姫 消えない欠片（挿絵：藤村あゆみ、一迅社文庫アイリス）

### 漫画原作
以下、原作は霜月はるか・日山尚、作画は藤村あゆみ。
- ティンダーリアの種 - コミックZERO-SUM増刊WARD（一迅社）連載 全2巻
- グリオットの眠り姫 - コミックZERO-SUM（一迅社）全3巻

## 出演

### ラジオ
- 霜月はるかのFrost Moon Cafe

パイロット版・レギュラー第65回・モバイル支店第63回・ビッグサイト支店2011summer・大全集（ビッグサイト支店2012winter）に出演。

### ライブ
- Haruka Shimotsuki Collaboration Live 2013 ひやまにょつきんまみれ 2days